# 伊万·贾瓦希什维利

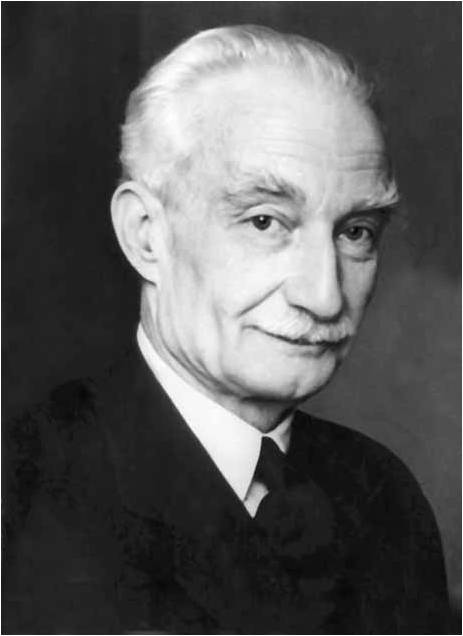
伊万·贾瓦希什维利

伊万·贾瓦希什维利（Ivane Javakhishvili，1876年4月23日—1940年11月18日），一译伊凡·札瓦席施维里等，是格鲁吉亚和苏联著名历史学家。苏联科学院院士（1939年）。他是第比利斯大学（1918年）的创立者，在1919-1926年间任第比利斯大学校长。

## 生平
他出身格鲁吉亚贵族贾瓦希什维利家族。其父在第比利斯高级中学任职。1899年毕业于圣彼得堡大学，其后任职于该校，成为了亚美尼亚语和格鲁吉亚语文献学讲师。1901年至1902年间为柏林大学客座研究员。1902年跟随其导师尼古拉·马尔前往西奈山考察当地修道院中发现的中世纪格鲁吉亚语抄本。
1940年在讲课时突然去世，葬在第比利斯大学的校园内。

## 著作
著有四卷本《格鲁吉亚民族史》（История грузинского народа，1908-1949年间出版）及两卷本《格鲁吉亚法制史》（История грузинского права，1928-1929年间出版）等著作。

## 纪念

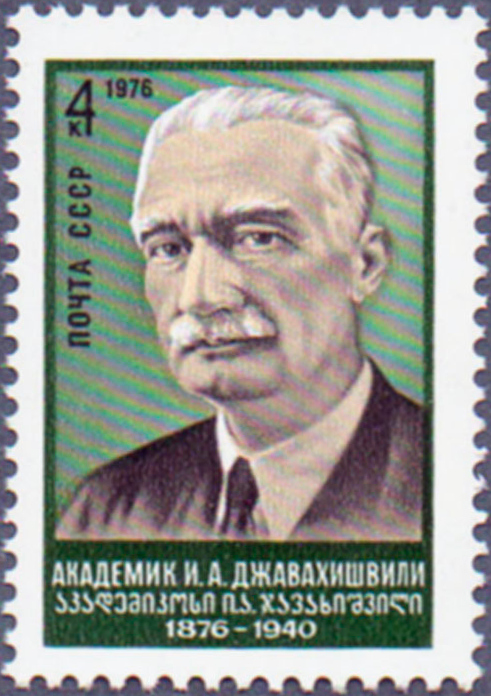
苏联的贾瓦希什维利纪念邮票（1976）
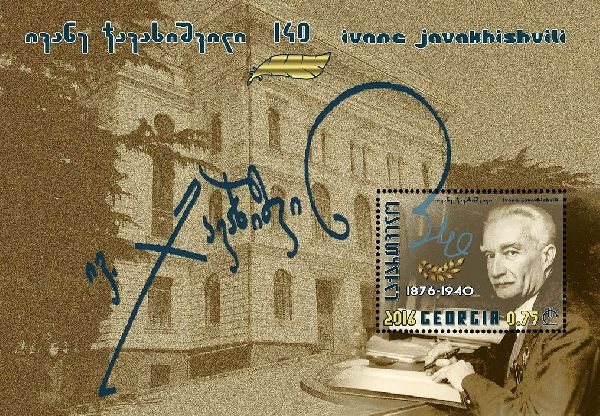
格鲁吉亚的伊万·贾瓦希什维利纪念邮票（2016）
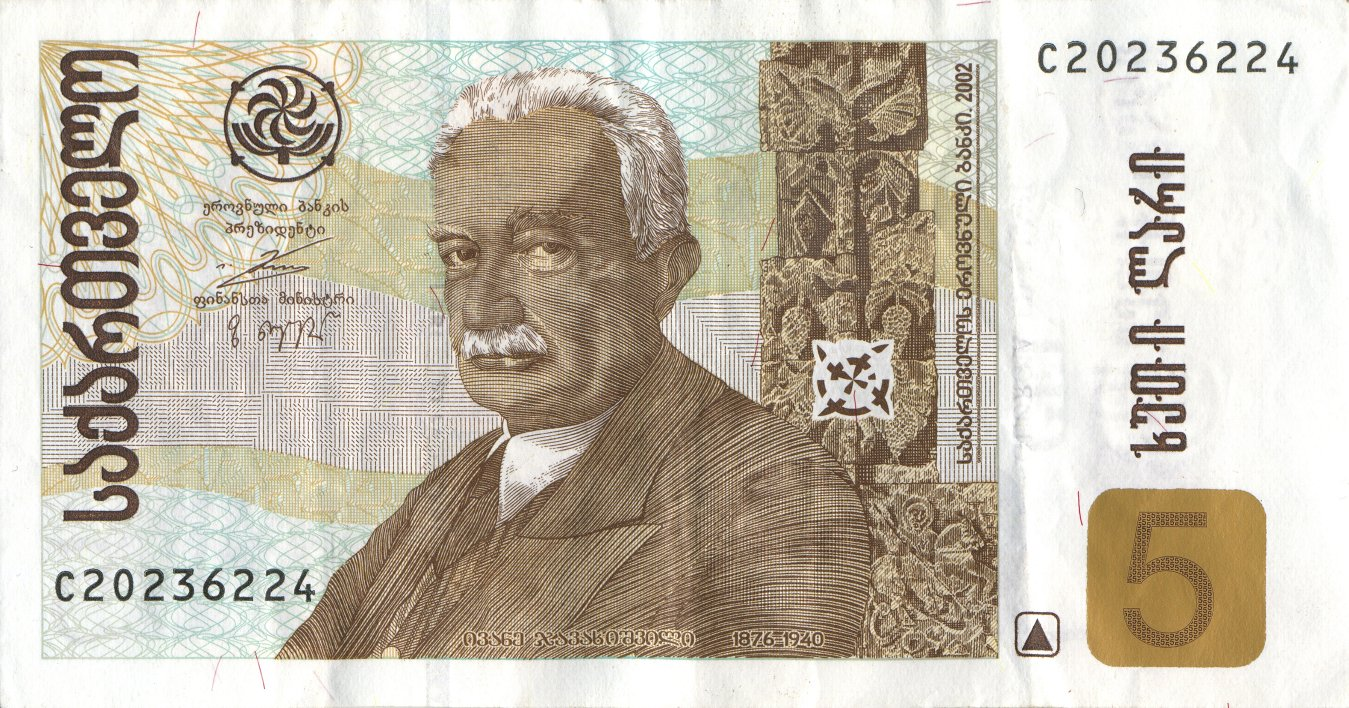
格鲁吉亚旧版五拉里纸币正面的伊万·贾瓦希什维利肖像
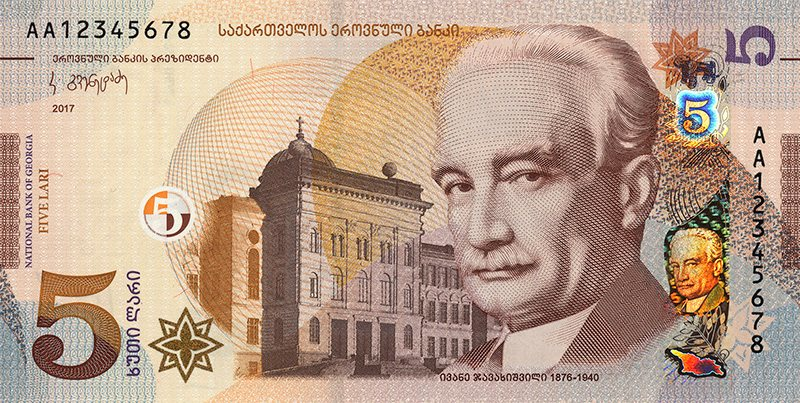
格鲁吉亚新版五拉里纸币正面的伊万·贾瓦希什维利肖像

如今第比利斯国立大学以他的名字命名，称为“伊万·贾瓦希什维利第比利斯国立大学”，以纪念他。他的肖像被印在格鲁吉亚五拉里纸币的正面。